# Torre de Foios

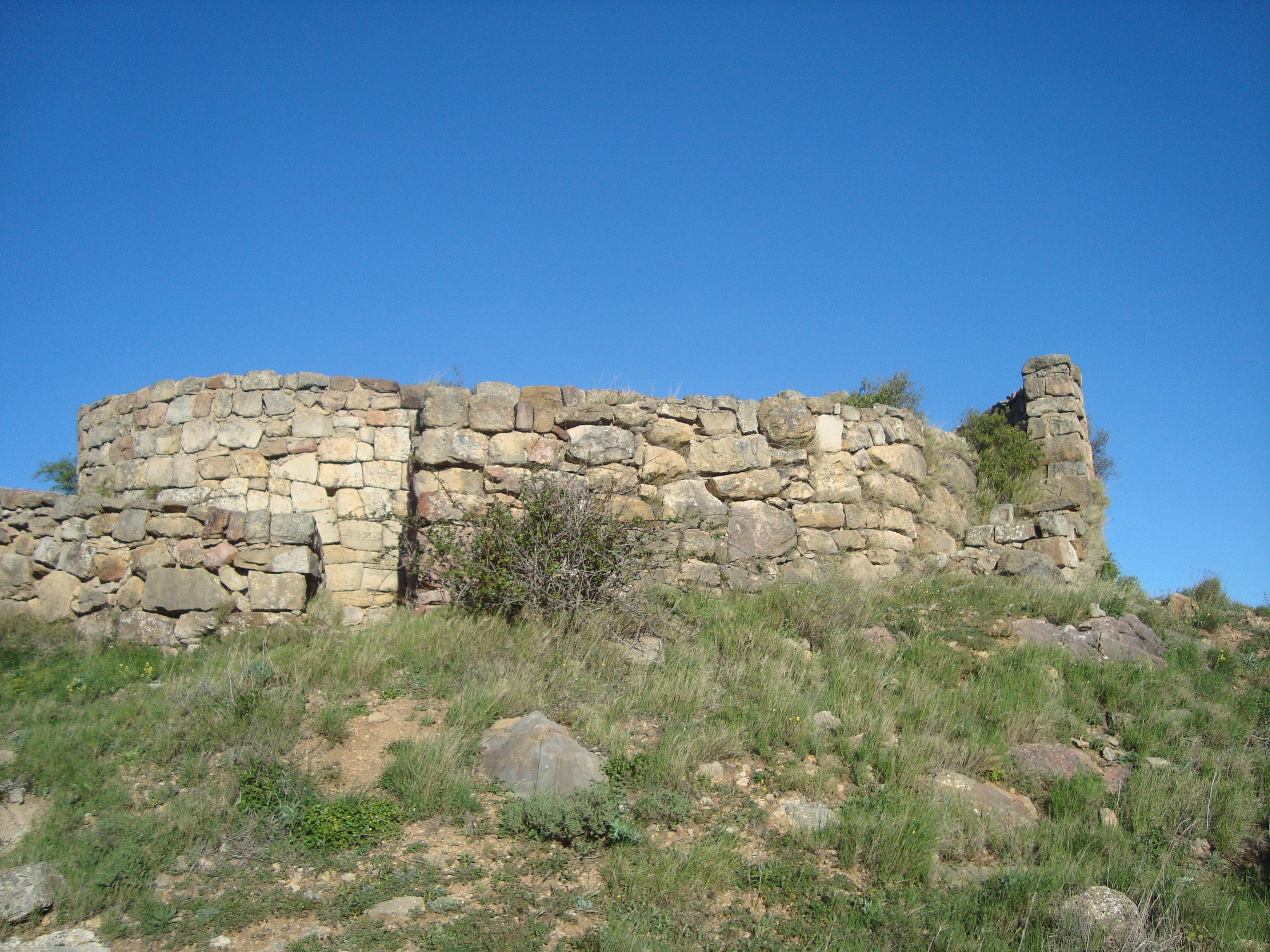
Torre de Foios

La torre de Foios es una torre de origen ibérico ubicada al término municipal de Lucena del Cid, en la comarca valenciana de l'Alcalatén. Es Bien de Interés Cultural desde qué en el año 1931 se le declaró Monumento Histórico Nacional. Los restos de esta torre de origen íbero se encuentran sobre un pequeño promontorio, al lado de una vía de comunicación que ocupa la carretera CV-190. Hoy en día, los restos de la torre de Foios se encuentran en un buen estado de conservación. 

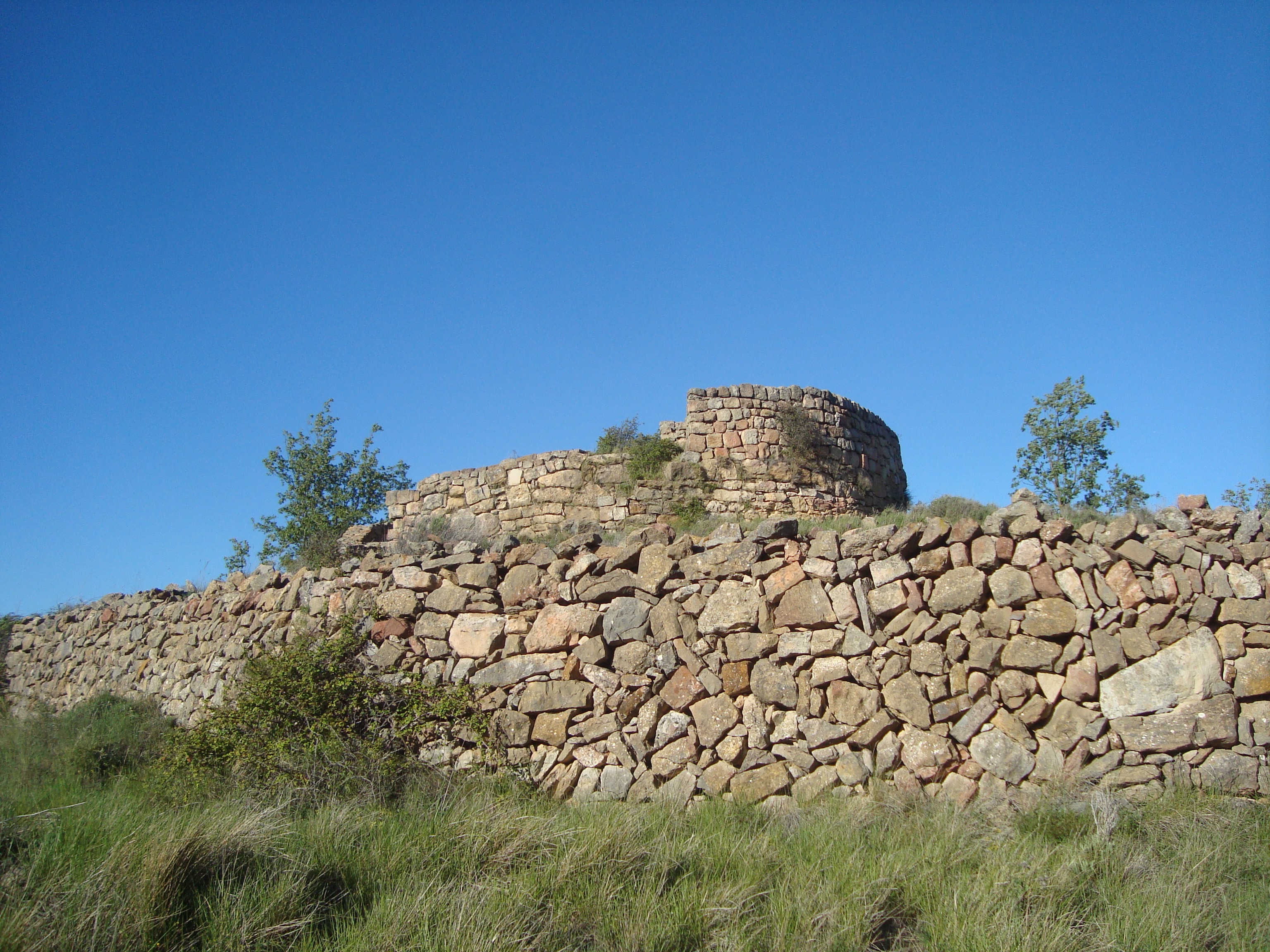
Torre de Foios (Llucena del Cid, Castellón)

## Descripción
Esta construcción, de carácter defensivo y militar, se levantó hacia el siglo VI a. C., y formaba parte de la estructura de un poblado íbero, el cual debió de tener una considerable extensión, a pesar de que el uso agrícola del terreno comportó la pérdida de buena parte del yacimiento. Posteriormente, y después de un periodo de abandono, el lugar y la torre se volvieron a ocupar hacia el siglo II a. C.
Fue descubierta a principios del siglo XX, cuando se transforman los encinares por nuevos cultivos. Pronto se hicieron los primeros estudios arqueológicos (campañas de Bosch y Gimpera y Senent Ibañez, del Instituto de Estudios Catalanes, hacia el 1915-1920). Las excavaciones más importantes las llevó a cabo la arqueóloga Milagro Gil-Mascarell Boscà, entre 1969 y 1978.
Entre los hallazgos que se han excavado, hay numerosos restos de material cerámico, algunas de ellos decorados, así como importaciones campanienses de barniz negro.